# 대상청구권
대상청구권(代償請求權)이란 대한민국 민법의 권리로 채무자가 채무의 이행 불능 사유로 인하여 이익을 얻었을 시, 채권자가 그 이익을 청구할 수 있는 권리를 뜻한다. 우리 민법에는 이행불능의 효과로서 채권자의 전보배상청구권과 계약해제권 외에 별도로 대상청구권을 규정하고 있지 않으나 해석상 대상청구권을 부정할 이유가 없다. 점유로 인한 부동산소유권취득기간만료를 원인으로 한 등기청구권이 이행불능이 된 경우 점유자는 그 등기명의자에 대하여 이행불능 전에 그 권리를 주장하거나 행사하였어야 하고 그렇지 않았다면 대상청구권을 행사할 수 없다

## 외국
프랑스민법 제1303조와 독일민법 제285조가 오스트리아민법 제1447조가 명문화하고 있다. 한국과 스위스는 명시적 조항이 없다.

## 민법 개정안
신설될 예정인 민법 399조의2는 채무자에게 귀책사유가 있는지 여부를 묻지 않고 대상청구권을 인정하여 채무의 이행을 불가능하게 한 사유로 채권자가 채권의 목적인 권리나 물건에 갈음하는 다른 이익을 얻은 경우 채권자가 그 이익의 상환을 청구할 수 있도록 하고 있다. 이에 대한 비판으로 채무자의 고의나 과실없이 채무가 불이행된 경우에도 본래 목적물의 가치를 초과하는 대상의 이전이 허용될 수 있어 채무자의 선의보다 채권자를 두텁게 보호한다는 것과 쌍무계약에서 당사자 일방의 채무가 당사자 쌍방의 책임 없는 사유로 이행할 수 없게 된 경우에는 다른 상대방에게 이행을 청구하지 못하도록 한 민법 제537조의 채무자위험부담주의와 상충된다는 지적도 있다.

## 사례
- 토지 소유자가 토지를 매수인에게 매도하였는데 토지가 하천구역에 편입되어 국유가 되어 소유자의 소유권이전등기의무가 이행불능에 된 경우 매수인은 소유자에 대해 소유자가 하천구역 편입으로 인하여 지급받게 되는 손실보상금에 대한 대상청구권이 있다[5]
- Y 소유의 건물을 X에게 판 후, 이웃집 사람(Z)의 실화(失火)로 그 매매목적 건물이 불타버렸다면, Y의 X에 대한 채무는 이행불능이 되지만, Y는 Z에게 손해배상청구권(또는 보험금청구권) 등을 취득하게 되며 채권자(X)가 채무자(Y)에 대하여 그 대상이 되는 이익의 상환을 청구할 수 있다[6].

## 판례

### 대상청구권의 범위
채무자가 목적물 소유자로서 수령하게 되는 보상금에 대하여 채권자인 경략인이 대상청구권을 가진다고 보는 이상, 특별한 사정이 없는 한 채권자는 그 목적물에 대하여 지급되는 보상금 전부에 대하여 대상청구권을 행사할 수 있는 것이고, 소유권이전등기의무의 이행불능 당시 채권자가 그 목적물의 소유권을 취득하기 위하여 지출한 매수대금 상당액 등의 한도 내로 그 범위가 제한된다고 할 수 없다

## 같이 보기
- 이행불능
- 대한민국 민법 제546조
- 대한민국 민법 제390조
- 대한민국 민법 제537조